# Zahir al-Din Nishapuri
Ẓahīr Al-Dīn Nīshāpūrī (in persiano ظهیری نیشابوری‎; ... – 1184) fu uno scrittore persiano e autore del Saljuq-nama ("Libro dei Selgiuchidi"), una fonte di primaria importanza per la storia dell'Impero selgiuchide..
La stragrande maggioranza dei dettagli relativi alla vita di Nishapuri rimane oscura; si crede avesse svolto l'incarico di precettore dei sultani selgiuchidi Ghiyath al-Din Mas'ud (1134-1152) e Arslan ibn Tughril (al potere nel 1153). Benché il Saljuq-nama sia oggi andato perduto, esso fu utilizzato come fonte principale dallo storico persiano contemporaneo Muhammad ibn Ali Rawandi.